# Werner Schloemann
Werner Schloemann (* 11. Juli 1904 in Gevelsberg; † 18. Dezember 1981 in Konstanz) war ein deutscher Ingenieur und Hochschullehrer für Kraftfahrzeugtechnik. Er war 1939 bis 1945 und 1958 bis 1966 Rektor des Staatlichen Technikums Konstanz (heute Hochschule Konstanz Technik, Wirtschaft und Gestaltung).

## Leben
Werner Schloemann wurde als Nachfolger von Gerhart Wachtel von 1939 bis 1945 Rektor des „Staatlichen Technikums“, ab 1938 der „Staatlichen Ingenieurschule Konstanz“. Nach Amtszeiten von Johann Venger (1945), Otto Tolle (1945–1946) und Alwin Albrecht (1946–1958) wurde er 1958 wiederum Rektor des ab 1946 firmierten „Staatstechnikum Konstanz“. Seine Hauptaufgabe war neben der baulichen Erweiterung der Hochschule in den Jahren 1959 und 1965 die Einrichtung des Labors für Schweißtechnik (1959), die Gründung eines zentralen Rechenzentrums (1965) und die Überführung des „Staatstechnikum Konstanz“ als „Staatliche Ingenieurschule Konstanz“ in die alleinige Trägerschaft des Landes Baden-Württemberg im Jahre 1961. Seiner Initiative ist die Einführung eines einjährigen „Vorstudiums für Ausländer“ zu verdanken, aus dem das heutige „Ausländerstudienkolleg an der Hochschule Konstanz Technik, Wirtschaft und Gestaltung“ hervorging. 1966 gab er die Amtsgeschäfte an Adolf Habermann ab.

## Ehrungen
- 1968: Verdienstkreuz 1. Klasse der Bundesrepublik Deutschland